# АИ-14
АИ-14 (М-14) — советский авиационный поршневой звездообразный двигатель воздушного охлаждения. Применялся на многих типах лёгких самолётов и вертолётов во второй половине XX века.

## История
Двигатель АИ-14 был разработан в 1950 году в Запорожском МКБ «Прогресс» 3-го управления государственного комитета по авиационной технике (ГКАТ) СССР, на базе опытного поршневого мотора АИ-10, разрабатываемого там же с 1947 года. Главный/генеральный конструктор ЗМКБ — А. Г. Ивченко.
Первые серийные двигатели, получившие индекс АИ-14Р, выпущены в 1950 году на заводе № 154 МАП (Воронежский механический завод (ВМЗ) Министерства общего машиностроения СССР).
Для доводок и модификаций мотора АИ-14 в Воронеже на базе серийного КБ завода № 154 было образовано ОКБ-154-2 ГКАТ. После переключения ЗМКБ «Прогресс» на разработку ГТД ОКБ самостоятельно продолжило развитие этого двигателя под названием М-14. 
Двигатель применялся на самолетах Як-12, Як-18, Ан-14, PZL-104 Wilga и др. В 1952 году в МКБ «Прогресс» была создана вертолетная модификация АИ-14В для вертолета Ка-15.
В 1960 году запущены в серию форсированные двигатели АИ-14ВФ мощностью 280 л. с. (для вертолетов Ка-15М и Ка-18) и АИ-14РФ мощностью 300 л. с. (для самолетов Як-18ПМ и Ан-14А). С 1969 года самолеты Ан-14А комплектовались двигателями АИ-14ЧР, отличавшиеся от АИ-14РФ введением чрезвычайного режима, на котором мощность кратковременно повышалась до 350 л. с.
В 1964 году в «ОКБ Моторостроения» был разработан двигатель М-14В26 для вертолёта Ка-26. В 1974 году в серийное производство передан двигатель М-14П мощностью 360 л. с., ставший базовым для целой гаммы двигателей М-14Х, М-14ПФ, М-14В26В, М-14Р, М-14В26В1, М-14ПТ, М-14ПТ-2.
Лицензионная версия АИ-14Р производилась в Польше предприятием WSK-Kalisz с 1956 по 2007 год. В начале 1960-х годов чехословацкая компания Avia начала производство модифицированной версии АИ-14 под обозначением M462, позже M462RF. M462 работал на сельскохозяйственном самолете Z-37 и развивал мощность 315 л. с. Примерно в то же время в Китае был выпущен двигатель HS6, китайская версия АИ-14П, а в 1965 году HS6A, версия с увеличенной до 268 л. с. мощностью.
В 1983 году в Румынии был создан завод авиационных двигателей и редукторов, где начали производство двигателей М-14П и М-14В26. Ныне это компания под названием MOTORSTAR S.R.L. На 2019 год она продолжает выпуск двигателей М-14П и собственной модификации М-14Д.
В 1994 году серийное производство в России было приостановлено.
На 2018 год современные модификации двигателей М-14 разрабатывает и производит «Опытно-конструкторское бюро моторостроения». Решением Министерства промышленности и торговли Российской Федерации за ООО «Опытно-конструкторское бюро моторостроения» закреплены права разработчика и изготовителя авиационных поршневых двигателей М-14ПФ, М-14Р, М-14В26В1.

## Модификации
- АИ-14 — базовый, мощность 240 л. с.
- АИ-14В — двигатель вертолёта Ка-15.
- АИ-14ВФ — форсированный до 280 л. с. Выпускался с 1960 года. Устанавливался на Ка-15М, Ка-18.
- АИ-14Р — двигатель для самолёта Як-12Р. Наиболее часто встречается в различных модификациях.
- АИ-14Р2 — форсированный до 260 л. с. Предназначался для самолётов «АЕ», А-6, первого варианта Ан-14.
- АИ-14РА — двигатель для самолёта PZL-104 Wilga.
- АИ-14РС — двигатель (редукторный, санный) для аэросаней К-30 и "Север-2"
- АИ-14РФ (М-14) — форсированный до 300 л. с. Устанавливался на самолётах Ан-14А, Як-12Б, Як-18А.
- АИ-14ЧР
- М-14В26 — вертолётный мощностью 325 л. с. Отличается коническим редуктором и муфтой сцепления. Устанавливался на Ка-15, Ка-18, Ка-26.
- М-14В26В — двигатель для вертолёта Ми-34. Мощность 325 л. с.
- М-14В26В1 — двигатель для вертолёта Ми-34. Мощность увеличена до 370[4] л. с.
- М-14П — двигатель для Як-18Т, Як-50, Як-52, Авиатика-МАИ-900 «Акробат»[5]. Выпускался с 1974 года. Мощность 360 л. с.
- М-14ПТ — двигатель для многоцелевого самолёта Як-58. Мощность 355 л. с.
- М-14ПФ — форсированный до 400 л. с. Устанавливается на Су-31.
- М-14Х — двигатель для Як-54. Устанавливается также на Як-52М.
- М-14Р — форсированный до 450 л. с. Устанавливается на Су-31.
- М-9 — серия двигателей, разрабатываемых на Воронежском механическом заводе, на базе М-14П.

М-14Б
- М-9Ф — карбюраторный, мощность 420 л. с. Устанавливался на Су-26М3.
- М-9ФВ — вертолётный, мощность 365 л. с. для Ми-34С1
- М-9ФС — система впрыска топлива, мощность 450 л. с.
- М-9Т

## Применение

### Самолёты
- Авион Ф-1 Фаворит
- Ан-14 — АИ-14РФ
- Як-12Р — АИ-14Р
- Як-18 — М-14П
- СМ-2000П — М-14П
- Aero L-60 Brigadýr (L-60S) — АИ-14Р
- Nanchang CJ-6
- PZL-101 Gawron — АИ-14РА
- PZL-104 Wilga — АИ-14РА
- СУВП ICA IS-23 — АИ-14РФ
- Авиатика-МАИ-900 «Акробат» — М-14П
- Pitts Special 12[6] — М-14Х
- Murphy Moose[7] — М-14П

### Вертолёты
- Вертолёт Ка-15 — АИ-14В
- Вертолёт Ка-18 — АИ-14ВФ
- Вертолёт Ка-26 — М-14В26
- Вертолёт Ми-34 — М-14В26В  Архивная копия от 29 мая 2019 на Wayback Machine

### Аэросани
- Север-2 — АИ-14
- Аэросани-амфибия А-3 (поздние модификации)
- КВП. "Барс" и "Гепард"